# Regina Hastedt
Regina Margarete Hastedt (* 23. Oktober 1921 in Flöha; † 28. Oktober 2007 in Chemnitz) war eine deutsche Schriftstellerin.

## Leben
Sie wurde als Tochter eines Heizers bzw. Kraftfahrers geboren. Von 1928 bis 1936 besuchte sie die Volksschule in Chemnitz. Von 1936 bis 1939 erlernte sie den Beruf einer Fotografin, später besuchte sie die Akademie für graphische Künste und Kunstgewerbe in Leipzig. 1944 legte sie die Meisterprüfung als Fotografin ab. Nach 1945 arbeitete sie als Pressefotografin bei der Chemnitzer „Volksstimme“. Da nach dem Krieg das Fotomaterial knapp war, begann sie ihre Eindrücke sprachlich festzuhalten und kam so zum Schreiben. Von 1950 bis 1955 leitete sie die „Arbeitsgemeinschaft Junger Autoren“ in Chemnitz. 1959 und 1962 erhielt sie den Literaturpreis des FDGB. Nach der Bearbeitung zeitgeschichtlicher Themen schrieb sie in den achtziger Jahren zwei biografische Romane über historische Frauengestalten.

## Werke
- Ein Herz schlägt weiter. Leben und Wirken des Verdienten Arztes des Volkes Dr. med. Gertrud Korb. Verlag Neues Leben, Berlin 1954.
- Wer ist hier von gestern? Oder Hausfrau gesucht! Lustspiel. Musik von Hans Krug. Henschelverlag, Berlin 1955.
- Bildhauer Hanns Diettrich. In zwei Sitzungen porträtiert. In: Volksstimme. Karl-Marx-Stadt 11(1956), 7. Juli 1956, S. 8.
- An alle. Musik von Jean Kurt Forest. Internationale Musikleihbibliothek, Berlin 1958. (=Unser neues Lied. Nr. 73)
- Die Tage mit Sepp Zach. Holzschnitte von Robert Diedrichs. Verlag Tribüne, Berlin 1959.
- Kumpelgeschichten. Verlag Tribüne, Berlin 1962.
- Ich bin Bergmann – wer ist mehr? Sachsenverlag, Dresden 1961.
- Die Bergparade. Erzählung. Verlag Tribüne, Berlin 1974.
- Sprung über die Hürde. Illustrationen von Hans Wiegandt. Knabe, Weimar 1979. (=Knabes Jugendbücherei)
- Barbara Uthmann. Historischer Roman. Greifenverlag, Rudolstadt 1987.
- Dorothea Erxleben. Historischer Roman über die erste deutsche Ärztin. Arnold & Geitner, Chemnitz 1995, ISBN 3-929354-34-9.